# 中部社会事業短期大学
中部社会事業短期大学（ちゅうぶしゃかいじぎょうたんきだいがく、英語: Chubu Junior College of Social Work）は、愛知県名古屋市昭和区滝川町31　に本部を置いていた日本の私立大学である。1953年に設置され、1958年に廃止された。大学の略称は中社大。

## 概要
- 愛知県名古屋市昭和区に所在した日本の私立短期大学で[2]、設置主体は学校法人法音寺学園。
- 昼間部1学科で入学定員80名体制で1953年に開学し[3]、その翌年に夜間部が設置され、さらにその翌年に専攻科が置かれ、1学科2課程、専攻科1専攻体制となる。
- 1956年度の入学生を最後に[注釈 2]、1958年に短期大学としての使命を終える[5]。

## 沿革
- 1953年
  - 1月13日 左記を以て文部省[注 1]より短期大学の設置が認可される[6]。
  - 4月1日 中部社会事業短期大学が以下の学科体制にて開学。
    - 社会事業科第一部 入学定員80（入学者数は83人）。
- 1954年
  - 4月1日 第二部（夜学）を設置[7][注 4]。
  - 同 保母課程を置く[9]。
- 1955年
  - 3月30日 専攻科を設置[10][11]。
- 1956年
  - 4月1日 この年度で学生募集を最後とする[注釈 2]。
- 1958年
  - 4月25日 左記を以て正式に廃止[12][13]。

## 基礎データ

### 所在地
- 愛知県名古屋市昭和区滝川町31[注釈 1]

## 教育および研究

### 組織

#### 学科
- 社会事業科[注 5]
  - 第一部 入学定員80名
  - 第二部 入学定員80名

#### 専攻科
- 社会事業専攻[注 6]：入学定員30名、修業年限は昼間部1年制[15]。

#### 取得資格について
- 社会事業科第一部・第二部ともに中学校教諭二級免許状（社会）、高等学校教諭免許状（社会）が設置されていた[16][17]。
- 保母[18]

#### 附属機関
- 人間関係研究所[1]
- 図書館[19]

### 研究
- 『中部社会福祉事業研究發表会報告書 第1回』[20]ほか。

## 大学関係者
- 鈴木修学：本短大学長。

## 施設
- 当時の規模は、校地面積4234坪（14,000㎡）、運動場11,361坪（37,560㎡）、専用校舎面積は616坪（2040㎡）となっていた。

### 寮
- 女子寮が設置されていた[21]